# Gamaliel Bradford (corsaire)
Pour les articles homonymes, voir Gamaliel Bradford et Bradford (homonymie).
Le capitaine Gamaliel Bradford était un capitaine de navire, un corsaire et, plus tard, un gardien de prison qui s'est fait connaître pendant la quasi-guerre avec la France en commandant deux navires marchands privés et armés, connus sous le nom de "lettres de marque". Né le 4 novembre 1763 à Duxbury, dans le Massachusetts, il sert très jeune dans le 14e régiment du Massachusetts pendant la Révolution américaine, d'abord comme simple soldat, puis comme lieutenant dans l'armée continentale. À la fin de la guerre, il prend la mer en tant que marin et, dans les années 1790, il commande des navires marchands en tant que capitaine au long cours.
En 1799, il commande le navire américain Mary et réussit à repousser l'attaque de quatre corsaires français au large de Gibraltar. En juillet 1800, à la tête du Industry, il met à nouveau en déroute quatre corsaires français au large de Cadix, en Espagne. Au cours de ce dernier engagement, Bradford est touché par la mitraille et doit être amputé de la jambe. Pour sa performance lors de ces engagements, Bradford a acquis une renommée parmi les flottes marchandes et navales américaines.
La blessure l'a poussé à se retirer de la vie maritime. En 1813, il est nommé directeur de la prison d'État du Massachusetts à Charlestown. Il occupe ce poste jusqu'à sa mort, le 7 mars 1824, à son domicile de Cambridge, dans le Massachusetts. Bradford et sa femme ont eu neuf enfants, dont beaucoup se sont illustrés dans leur domaine.
En 1942, la marine américaine a baptisé l'USS Bradford (DD-545) du nom du capitaine Gamaliel Bradford pour ses performances durant la quasi-guerre.

## Biographie

### Jeunesse et famille
Gamaliel Bradford est né à Duxbury, dans le Massachusetts, le 4 novembre 1763, de Gamaliel Bradford et de Sarah (Alden) Bradford. Son père était capitaine de la milice locale avant la guerre d'Indépendance et a été pendant huit ans représentant de Duxbury à la Cour générale du Massachusetts (General Court of Massachusetts).
Il épouse Elizabeth Parker Hickling le 5 août 1792.

### Service pendant la guerre d'Indépendance
En 1776, son père reçoit le grade de colonel et le commandement du 14e régiment du Massachusetts. Le jeune Gamaliel Bradford s'engage d'abord comme simple soldat dans le 10e régiment du Massachusetts, mais rejoint bientôt le 14e régiment de son père Il participe aux batailles de Saratoga et de Monmouth avant de camper avec l'armée pour son cantonnement final à New Windsor, dans l'État de New York. Après Monmouth, il est promu sergent le 28 juin 1778, puis enseigne (8/8/1779) et lieutenant (9/3/1780). Lorsque le nombre de régiments du Massachusetts est réduit en 1781, Gamaliel et les autres hommes du 14e sont intégrés au 7e régiment du Massachusetts. Il resta encore un an dans l'armée avant de rentrer chez lui en 1784.

### Quasi-guerre
Après la guerre, il commande le navire privé américain Mary en 1799, pendant la quasi-guerre avec la France. En juillet 1800, à la tête du Industry, il met en déroute quatre corsaires français à Gibraltar, bien qu'il subisse une blessure qui lui coûtera sa jambe. Le capitaine Bradford meurt à Cambridge, dans le Massachusetts, le 7 mars 1824.

## Héritage
Son fils et homonyme, Gamaliel Bradford, devint médecin et abolitionniste de la première heure.
Un destroyer de la marine américaine (US Navy) de la classe Fletcher a été baptisé USS Bradford (DD-545) en son honneur.

## Source
- (en) Cet article est partiellement ou en totalité issu de l’article de Wikipédia en anglais intitulé « Gamaliel Bradford (privateersman) » (voir la liste des auteurs).